# دختر کاراته‌کار
دختر کاراته‌کار (ترکی استانبولی: Karateci Kız) یک فیلم در ژانر جنایی و تجاوز و انتقام به کارگردانی ارهان آکسوی است که در سال ۱۹۷۳ منتشر شد. از بازیگران آن می‌توان به فیلیز آکین، ادیز هون، حیاتی حمزه‌اوقلو، و نوبار ترزیان اشاره کرد.